# Javier Urruticoechea
Francisco Javier González Urruticoechea spanyol labdarúgókapus (San Sebastián, Baszkföld, Spanyolország, 1952. február 17. – Barcelona, 2001. május 24.). A futballvilág Urruti néven ismerte meg. Közlekedési balesetben halt meg.

## Klubjai
- Real Sociedad B (1969–72)
- Real Sociedad (1972–78)
- Espanyol (1978–81)
- FC Barcelona (1981–87)

## Sikerei az FC Barcelonával
- Spanyol bajnok (1985)
- Kétszeres Spanyol Kupa-győztes (1983, 1988)
- Spanyol Szuperkupa-győztes (1983)
- Kétszeres Ligakupa-győztes (1983, 1986)
- KEK-győztes (1982)

## Karrier

### FC Barcelona (1981–87)
Urruti egyévi kispadozás után szorította ki Artolát, és összesen 233 mérkőzésen (120 bajnokin) állt a kapuban. Legendás védést mutatott be 1985 tavaszán, a Valladolid elleni idegenbeli meccsen: kifogta Mágico González büntetőjét, amivel eldőlt, hogy 11 év után újra a Barca lett a spanyol bajnok.

### Válogatottság
- Válogatottság/kapott gól: 5/0